# شفق (راکت)
اس-۲۴ (به روسی: C-24) (نام ایرانی: شفق) نوعی راکت هوابه‌زمین ۲۴۰ م‌م طراحی شده توسط نیروی هوایی شوروی است. این موشک هنوز مورد استفاده نیروی هوایی روسیه باقی‌مانده و نام آن براساس کالیبرش که ۲۴ سانتی‌متر است، انتخاب شده‌است.
اتحاد جماهیر شوروی کاربر اولیه این موشک بود که از اوایل دهه ۱۹۳۰ بکارگیری از آن را شروع کرد. اس-۲۴بی راکتی بزرگ، قدرتمند و جنگ‌افزاری غیرهدایت شونده‌است و از معدود راکت‌هایی است که توانسته با موفقیت جانشین راکت‌های BETAB-750DS جنگ جهانی دوم گردد. این راکت به بسیاری از کشورهای دنیا یعنی تقریباً تمامی متحدان شوروی صادر شده‌است.
این راکت تحت لیسانس توسط ایران و با نام بومی شفق تولید می‌شود.

## تاریخچه
در اسفند ۱۴۰۱ از موشک شفق با قابلیت‌های ارتقاء یافته نسبت به نسخه قبلی، رونمایی شد؛ در بهمن ۱۴۰۲، ارتش جمهوری اسلامی ایران، از نسخه ارتقاء یافته این موشک رونمایی کرد و خبر از به کار گیری ان در ناوگان هوانیروز داد.

## مشخصات فنی
شفق، موشکی هوشمند است که با استفاده از جستجوگر IIR روی هدف خود قفل می‌کند و با برد 8 تا 10 کیلومتر، سرعت آن 2 تا 2.7 ماخ است. این موشک 60 کیلوگرمی توانایی نفوذ 1 تا 1.5 متر در انواع زره تانک و شناور را دارد و دقت اصابت آن 30 سانتیمتر مربع در فاصله 10 کیلومتر است.‌‌ شفق یکی از اولین موشک‌های بومی باشد که از جستجوگر تصویری فروسرخ (IIR) استفاده می‌نماید. این نوع جستجوگر، قابلیت ردگیری اهداف زرهی و شناوری را از تمام زوایا دارد، از مقاومت نسبتاً بالایی نسبت به اخلال(جمینگ) و فریب برخوردار بوده و حساسیت بسیار بهتری در تشخیص اهداف دارد. موشک شفق ۴۸ کیلوگرم وزن، ۱۸۹ سانتی متر طول، ۲۰ کیلومتر برد و سرجنگی آن نیز ۱۳ کیلوگرم وزن دارد.
شفق بر پایه موشک «شهاب ثاقب» ساخته شده و این موشک نیز بر پایه کروتال‌های غنیمتی از عراق یا اف-ام-80های خریداری شده از چین تولید گردید شهاب ثاقب موشکی کانارد-کنترل  است در حالی که با حذف این بخش در شفق و عدم مشاهده عملگرهای آیرودینامیکی در آن، نحوه کنترل این موشک برای تصحیح مسیر نامشخص است. امکان استفاده از کنترل بردار رانش (TVC) به دلیل زمان کوتاه سوزش موتور سوخت جامد این موشک و مدت زمان پرواز بیش از 10 ثانیه‌ای آن (در صورت یکسان بودن مشخصات پیشران شفق با شهاب ثاقب) نیز منتفی به نظر می‌رسد. بنا بر این با وجود کاهش وزنی حدود 28.5 درصدی شفق نسبت به شهاب ثاقب کاهش سرعت بیشینه آن به 2 ماخ قابل توجیه است. بیشترین سرعت 2.7 ماخ موشک شفق نیز می‌تواند مربوط به حالت شلیک آن از بیشترین ارتفاع و سرعت ممکن مثلاً با شلیک آن از پهپاد کرار باشد.
برد 8 تا 10 کیلومتری شفق امنیت بالایی برای هواگرد حامل آن در مقابل سامانه‌های پدافند هوایی توپخانه‌ای، موشک‌های دوش‌پرتاب و برخی از موشک‌های سطح به هوای بردکوتاه ایجاد می‌نماید.‌‌ این موشک بر موشک بر روی لانچر ۶ تایی بر روی بالگرد کبری نصب می شود.

### ارتقاء در ارتش ایران
در بهمن ۱۴۰۲، ارتش جمهوری اسلامی ایران، از نسخه ارتقاء یافته این موشک رونمایی کرد. ارتقاء های صورت گرفته روی این نسخه از موشک را، نقطه‌زنی، استفاده از قابلیت Fire & Forget (بزن دررو)، سر جنگی ارتقا یافته و جستجوگر مادون‌قرمز و افزایش بُرد عملیاتی آن تا ۲۰ کیلومتر عنوان شده است.